# Sonata para piano n.° 7 (Skriabin)
La Sonata para piano n.° 7, op. 64, subtitulada Messe Blanche (Misa blanca), fue escrita por Aleksandr Skriabin en 1911. Como las demás últimas sonatas para piano de Scriabin, la música es muy cromática y casi atonal.

## Trasfondo
La Sonata Misa Blanca está estrechamente relacionada con su predecesora, la <i>sexta sonata</i>. Ambas obras fueron escritas entre 1911 y 1912 y estructural y estilísticamente tienen más en común que cualquier otro par de sonatas de Skriabin. Según algunos informes, Skriabin temía la sexta sonata, considerando que la obra estaba corrompida por fuerzas demoníacas y llegó al extremo de negarse a tocarla en público. Skriabin compuso su séptima sonata como un exorcismo contra la oscuridad de la sexta sonata, subtitulando la obra Misa Blanca para reflejar su naturaleza celestial. Tenía la intención de que el estado de ánimo de la pieza fuera extático, evocando imágenes de un vuelo alado, de un éxtasis voluptuoso y de fuerzas abrumadoras.
Al compositor le gustó especialmente la pieza, probablemente debido a su contexto mesiánico y su estructura perfeccionada, que presenta más contrastes, rítmicos y dinámicos que la mayoría de sus obras. Sin embargo, al igual que la segunda sonata, la Sonata Misa blanca le dio muchos problemas durante su composición.
La Séptima sonata no está directamente relacionada estructuralmente con la novena sonata de Skriabin, que fue compuesta en 1912-13 y más tarde se ganaría el apodo de Sonata Misa Negra.

## Estructura y contenido
La pieza consta de un solo movimiento, que dura entre 10 y 13 minutos, y el editor agregó más tarde la marca de tempo "Allegro". La marca de tempo original en la mano de Skriabin en la parte superior de la partitura autógrafa es "Prophétique". Las marcas adicionales brindan pistas sobre los diferentes estados de ánimo que Skriabin pretendía transmitir a lo largo de la obra, como "mystérieusement sonore" (sonoridad misteriosa) o "avec une sombre majesté" (con una majestuosidad oscura). Al igual que la sexta, la séptima sonata está llena de contrastes violentos, de contrapuntos complejos, de armonías tritonales avanzadas y de arpegios ondulantes e incandescentes. El tema marcado como "avec une céleste volupté" (con una voluptuosidad celestial) presenta melódicamente una armonía que se repite a lo largo de la sonata. Otra armonía recurrente la presenta el tema marcado "étincelant". Los pasajes a lo largo de la sonata imitan relámpagos, nubes perfumadas y campanas distantes. Los acordes que imitan el sonido de las campanas eran los favoritos de Skriabin y proporcionan otra armonía que se repite a lo largo de la obra (dos terceras menores separadas por una sexta menor). Según Leonid Sabaneyev, cuando el propio Skriabin tocaba estos acordes, el repique sonaba de cerca y de lejos al mismo tiempo; una parte de ellos sonaba muy real, mientras que otra sonaba como un eco. También hay un importante acorde arpegiado de cinco octavas al final, que representa un destello de luz cegadora. La música que sigue sube de registro hasta el final de la sonata, donde se disipa, representando "el enervamiento y la laxitud después del acto del amor".

## Historial
La Sonata Misa Blanca es una de las obras más avanzadas de Skriabin. Maestros intérpretes notables de Skriabin como Vladimir Horowitz y Vladimir Sofronitsky no la tocaron ni la grabaron. Sin embargo, Sviatoslav Richter la interpretó varias veces a lo largo de su carrera y la tocó en giras hasta 1994.